# Sanne Bosman
Sanne Bosman (Oss, 25 augustus 1985) is een Nederlandse (musical- en stem)actrice. Bosman studeerde in 2009 af aan de Fontys Hogeschool voor de Kunsten. Na deze studie was ze onder andere te zien in de musicals Op hoop van zegen, Soldaat van Oranje en Het meisje met het rode haar.
In 2011 begon Bosman met haar carrière als stemactrice, onder andere voor Disney, Nickelodeon, Zapp en Netflix. Tevens werd ze actief als voice-over.

## Stemactrice
- Binnenstebuiten 2: Overige stemmen
- IF: Overige stemmen
- Willy Wonka: Moeder Wonka
- Elemental: Overige stemmen
- Daisy Jones and the Six: Daisy Jones
- De Freggels: Jet
- Peter Pan & Wendy: Mary van Dalen
- Strange World: Radiopresentatrice
- Zootropolis+: Charisma, Tyra
- Zootropolis: Fabienne Growley
- Miraculous: Manon Chamack
- DC League of Super-Pets: PB
- What If...?: Carol Danvers / Captain Marvel
- Spirit - Samen Vrij: Abigail[4]
- Spirit - Ongetemd - Abigail
- Sunny Day: Rox
- Luna Petunia: Macy
- Sofia het Prinsesje: Chrysta
- De boterhamshow: o.a. Bobby, Rietje, Suczes
- Henry Danger: Mary Gaperman
- Voltron: The Third Dimension: Veronica
- Tip de Muis: Tip
- Reis naar het Noorden: Sasha[5]
- Word Party: Bailey
- Kid-e-Cats: moeder
- Extreme Football: Luna
- Zip Zip: mevrouw Levenslust
- Vaiana: Overige stemmen
- Ferdinand: Una de egel
- Numb Chucks: Truus Tingeltas
- Big Hero 6: Abigail Callaghan
- Hotel 13: Anna
- Walibi 5D Film: Fibi
- Kooky: moeder
- Calimero: Dina
- Lanfeust Quest: Cixi
- How to Rock: Molly
- Ultimate Spider-Man: White Tiger
- Monster High: Spectra
- Father of Four: Sus
- Inazuma Eleven: Camelia
- Big Hero 6: De Serie: Juniper
- Lalaloopsy: Tippy
- DuckTales (2017): Lena
- The Cuphead Show: Ms. Chalice

## Luisterboeken
- Het wonderlijke Winterboek Deel 1 Sinterklaasverhalen[6]
- Het wonderlijke Winterboek Deel 2 Kerstvakantie[7]
- De Beste Borrel Ooit: Marije (Hoorspel, Storytel Original)[8]
- Eefje en de dieren - Matt Haig
- Het zonnige zomerboek - Thuisvakantie
- Het zonnige zomerboek - Sprookjes
- Het zonnige zomerboek - Beestenboel
- De serie 'Cash' - Rhodé Franken
- De serie 'De weddingplanner' - Marijke Vos
- Brainwash: Elise - Carry Slee
- Daar waar de rivierkreeften zingen - Delia Owens

## Televisie
- Meisje van plezier: receptioniste (seizoen 3 aflevering 5)
- Petticoat: zangeres van de Petticoats
- Levenslied: receptioniste (seizoen 2 aflevering 10)
- Goede tijden, slechte tijden: verpleegkundige De Graaf

## Theater (musical)
- Nijntje de Musical: Knorretje en Barbara Beer
- Nijntje viert feest: Oma Pluis en Willemijn
- Het meisje met het rode haar: Tinka en Judith
- Soldaat van Oranje: Ensemble Hofdame Angela, understudy Ada en Hofdame Tessa, Dancecaptain
- AbraKOdabra: assistente
- Je Anne: Margot Frank[9]
- Op hoop van zegen: boegbeeld van het schip De Hoop en Saar

## Videospellen
- Farpoint
- Disney Infinity - Rey, White Tiger

## Privé
Bosman heeft sinds 2013 een relatie met (musical- en stem)acteur Stephan Holwerda. Ze hebben samen twee kinderen.